# Öjemossarna
Öjemossarna este o arie protejată (arie specială de conservare — SAC, sit de importanță comunitară — SCI, arie de protecție specială avifaunistică — SPA) din Suedia întinsă pe o suprafață de 381,2 ha, integral pe uscat.

## Localizare
Centrul sitului Öjemossarna este situat la coordonatele 58°19′17″N 12°27′45″E / 58.3214°N 12.4626°E.

## Înființare
Situl Öjemossarna a fost declarat sit de importanță comunitară în decembrie 1995 pentru a proteja 1 specie de plante și 8 specii de animale. Alte tipuri de protecție:
- arie de protecție specială avifaunistică (în martie 1996)[2]
- arie specială de conservare (în martie 2011)[1][3][4]

## Biodiversitate
Situată în ecoregiunea boreală, aria protejată conține 3 habitate naturale: Mlaștini turboase de tranziție și turbării mișcătoare, Taiga vestică, Mlaștini împădurite.
La baza desemnării sitului se află mai multe specii protejate:
- plante (1): Buxbaumia viridis
- păsări (8): minunița (Aegolius funereus), cocoșul de mesteacăn (Bonasa bonasia), caprimulg (Caprimulgus europaeus), ciocănitoare neagră (Dryocopus martius), ciuvică (Glaucidium passerinum), vultur pescar (Pandion haliaetus), cocoșul de mesteacăn (Tetrao tetrix tetrix),  cocoș de munte (Tetrao urogallus)